# 景行里
景行里為台灣台北市文山區轄下一里。

## 沿革
景行里原屬深坑鄉，民國39年改制為景美鎮景行里，57年歸併為臺北市，79年行政區域調整與景東、景美、景文、景南等里合併為文山區，仍沿用景行里迄今。

## 里界
- 東至：以景興路與景東里為界
- 西至：羅斯福路六段與景美里為鄰
- 南至：景美溪中線與新北市新店區遙遙相望為界
- 北至：景中街與景華里相接